# Mike és Molly
A Mike és Molly (eredeti cím: Mike & Molly) egy amerikai romantikus szituációs komédia, amelyet 2010-ben mutatott be az amerikai CBS csatorna. A sorozat főszereplői Billy Gardell és Melissa McCarthy. A sorozat 6 évadot élt meg. Magyarországon először a Viadat 3 mutatta be 2011. szeptember 2-án, majd 2015. március 30-tól a Comedy Central folytatta, a negyedik évadtól kezdődően. Később a Comedy Central Family is műsorra tűzte.

## A történet
Mike és Molly egy imádnivaló pár, nem mindennapi méretekkel. Egy terápiás csoportfoglalkozáson találták meg a szerelmet és azóta egymást és környezetüket is jókedvűen boldogítják. A sorozat végigkíséri életüket az első randitól kezdve az esküvőn át, mindezt persze humoros formában.

## Szereplők

### Főszereplők
| Szereplő                       | Színész               | Magyar hang                                       |
| ------------------------------ | --------------------- | ------------------------------------------------- |
| Mike Biggs rendőr              | Billy Gardell         | Kerekes József                                    |
| Molly Flynn                    | Melissa McCarthy      | Braun Rita                                        |
| Carlton "Carl" McMillan rendőr | Reno Wilson           | Csőre Gábor                                       |
| Victoria Flynn                 | Katy Mixon            | Kéri Kitty (1. hang) Kisfalvi Krisztina (2. hang) |
| Joyce Marilyn Flynn            | Swoosie Kurtz         | Vándor Éva                                        |
| Samuel                         | Nyambi Nyambi         | Dolmány Attila                                    |
| Vince Moranto                  | Louis Mustillo        | Pálfai Péter                                      |
| Peggy Biggs                    | Rondi Reed            | Halász Aranka                                     |
| Rosetta                        | Cleo King             | Rátonyi Hajni                                     |
| Harry                          | David Anthony Higgins | Koroknay Géza (1. hang) Vida Péter (2. hang)      |

### Mellékszereplők
| Szereplő                | Színész              | Magyar hang    |
| ----------------------- | -------------------- | -------------- |
| Christina               | Holly Robinson Peete | Pálfi Kata     |
| Heywood testvér         | Reginald VelJohnson  | Papp János     |
| Patrick Murphy kapitány | Gerald McRaney       | Beregi Péter   |
| Dennis                  | William Sanderson    | Forgács Gábor  |
| Kyle                    | Robert Gant          | Galambos Péter |
| Rob                     | Matt Battaglia       | Szakács Tibor  |
| James Turner            | LaMonica Garrett     | Pál András     |

## Epizódok
| Évad | Évad | Epizódok | Premier              | Finálé          | Nézettség (millió) |
| ---- | ---- | -------- | -------------------- | --------------- | ------------------ |
|      | 1    | 24       | 2010. szeptember 20. | 2011. május 16. | 11,14              |
|      | 2    | 23       | 2011. szeptember 26. | 2012. május 14. | 11,51              |
|      | 3    | 23       | 2012. szeptember 24. | 2013. május 30. | 10,22              |
|      | 4    | 22       | 2013. november 4.    | 2014. május 19. | 9,58               |
|      | 5    | 22       | 2014. december 8.    | 2015. május 18. | 9,91               |
|      | 6    | 13       | 2016. január 6.      | 2016. május 16. | 8,46               |

## Fogadtatás
A sorozat mérsékelten pozitív kritikákat kapott. A Rotten Tomatoes honlapján 69%-on áll, és 5.46 pontot szerzett a tízből. A Metacritic oldalán 62 pontot szerzett a százból. Randee Dawn kritikus negatív kritikával illette, azt állította, hogy a szereplők szimpatikusak, de a viccek elavultak és unalmasak.

## Botrányok
2010-ben botrány is keveredett a sorozat körül, amikor a Marie Claire magazinban blogjának egyik írója, Maura Kelly "kövér seggfejeknek" ("fat bastards") nevezte a színészeket. Mark Roberts, a sorozat készítője "nagyon középiskolásnak" nevezte a kritikát. Azt is állította, hogy "ez nem a műsorról szólt, nem a színészi játékról. Ez valakinek az utálatos megjegyzése volt arra, hogyan néz ki ez a két ember." Billy Gardell is reagált az ügyre a The Talk című műsorban. Kelly azóta elnézést kért a megjegyzéséért, azzal az indokkal, hogy "nagyon sajnálja, hogy így felbosszantotta az embereket".
A harmadik évad egyik epizódjában Mike anyja, Peggy udvariatlan megjegyzést tett Arizonáról, melynek hatására (többek között) az Őslakos Amerikai Újságírók Szövetsége (Native American Journalists Association) (többek között) bocsánatkérést követelt.

## Fordítás
- Ez a szócikk részben vagy egészben  a   Mike & Molly című angol Wikipédia-szócikk fordításán alapul.  Az eredeti cikk szerkesztőit annak laptörténete sorolja fel. Ez a jelzés csupán a megfogalmazás eredetét és a szerzői jogokat jelzi, nem szolgál a cikkben szereplő információk forrásmegjelöléseként.